# 秋风词
〈秋风词〉是唐代诗人李白写的一首诗，后被琴人谱成了一曲古琴曲，分别收录在《梅庵琴谱》、《槐荫书屋琴谱》和《琴学管见》 三部琴谱中。并引用了李白的〈秋风词〉原文来作琴歌。
其古诗原文：「秋风清，秋月明，落叶聚还散，寒鸦栖复惊。相亲相见知何日，此时此夜难为情；入我相思门，知我相思苦，长相思兮长相忆，短相思兮无穷极，早知如此绊人心，何如当初莫相识。」